# Cobalt
Cobalt američki je black metal duo iz Greeleya koji čine Charlie Fell i Eric Wunder.

## Povijest sastava
Nastao je kao samostalni projekt Phila McSorleya pod imenom Grimness Enshroud, no dolaskom Erika Wundera 2003. mijenja ime u Cobalt. Na albumima, Wunder odrađuje sve bubnjarske i gitarske dionice, a McSorley vokale. Prvi studijski album War Metal objavljuju 2005. godine. Na idućem, Eater of Birds koji je producirao Dave Otero iz Cephalic Carnagea, osim klasičnog black metala, primjetni su i utjecaji sastava kao što su Neurosis i Swans, a Jarboe, pjevačica potonjeg je i gostovala na albumu. Treći studijski album Gin, objavljen 2009. godine dobio je mnoge pozitivne kritike, te ga je poznati magazin Terrorizer proglasio drugim najboljim albumom godine. Sam album inspiriran je spisateljima Ernestom Hemingvayjom i Hunterom Thompsonom. U ožujku 2014., McSorley je objavio da napušta sastav, a umjesto njega dolazi Charlie Fell, bivši član Lord Mantisa. Wunder i Fell potom kreću sa snimanjem novog albuma koji je objavljen u ožujku 2016. pod imenom Slow Forever.

## Članovi sastava
Trenutačna postava
- Eric Wunder - gitara, bas-gitara, bubnjevi, vokal (2003.-danas)
- Charlie Fell - vokal (2015.-danas)

Bivši članovi
- Phil McSorley - vokal (2000. – 2014.)

## Diskografija
Studijski albumi
- War Metal (2005.)
- Eater of Birds (2007.)
- Gin (2009.)
- Slow Forever (2016.)

EP-ovi
- Hammerfight (2003.)
- Landfill Breastmilk Beast (2016.)

## Vanjske poveznice
- Službena Facebook stranica